# Єдиний день голосування 19 вересня 2021 року
У єдиний день голосування 19 вересня 2021 року в Росії відбудуться виборчі кампанії різного рівня, включно з виборами до Державної думи, глав 12 суб'єктів Федерації (9 прямих, а також три через голосування в парламенті суб'єкта) і виборами депутатів законодавчих органів державної влади в 39 суб'єктах Російської Федерації. Однак за рішенням ЦВК РФ голосування буде проводитися три дні поспіль — 17, 18 і 19 вересня 2021 року.
У 2017, 2018, 2019 і 2020 роках єдиний день голосування проводився в другу неділю вересня, проте 2021 року його призначили на третю неділю вересня. Це зробили через вибори депутатів Державної думи. Голови регіонів, котрі пішли у відставку після 19 червня 2021 року, будуть обрані вже в єдиний день голосування 2022 року.
18 червня 2021 ЦВК Росії прийняв постанову провести голосування на виборах депутатів Державної думи восьмого скликання, а також на інших виборах, референдумах, призначених на 19 вересня 2021 роки, протягом декількох днів поспіль — 17, 18 і 19 вересня 2021 року. 1 липня 2021 ЦВК РФ прийняв положення про особливості голосування, встановлення підсумків голосування при проведенні голосування на виборах, референдумах, призначених на 19 вересня 2021 року, протягом декількох днів поспіль.

## Глави суб'єктів федерації

### Прямі вибори
| № | Суб'єкт федерації    | Вибори                        | Попередній глава | Тво глави                                                                       | Виборців на 1.07.2021 | Явка | Обраний | Відсоток голосів | У Раді Федерації призначений (а) |
| - | -------------------- | ----------------------------- | --- | ------------------------------------------------------------------------------- | --------------------- | ---- | ------- | ---------------- | -------------------------------- |
| 1 | Хабаровський край    | Дострокові вибори губернатора | Сергія Фургала 28 вересня 2018 — 20 липня 2020 (дострокова відставка у зв'язку з втратою довіри, термін закінчувався у вересні 2023 роки)    | Михайло Дегтярьов з 20 липня 2020                                               | 967 297               |      |         |                  |                                  |
| 2 | Бєлгородська область | Дострокові вибори губернатора | Є. С. Савченко 11 жовтня 1993 — 22 вересня 2020 (дострокова відставка, термін закінчувався в вересні 2022 роки)                              | Д. П. Буца 22 вересня — 18 листопада 2020 В'ячеслав Гладков з 18 листопада 2020 | 1 225 678             |      |         |                  |                                  |
| 3 | Республіка Мордовія  | Дострокові вибори глави       | В. Д. Волков 10 травня 2012 — 18 листопада 2020 (дострокова відставка, термін закінчувався у вересні 2022 року)                              | Артем Здунов з 18 листопада 2020                                                | 602 869               |      |         |                  |                                  |
| 4 | Пензенська область   | Дострокові вибори губернатора | І. А. Белозерцев 25 травня 2015 — 23 березня 2021 (дострокова відставка у зв'язку з втратою довіри, термін закінчувався в вересні 2025 роки) | Олег Мельниченко з 26 березня 2021                                              | 1 041 875             |      |         |                  |                                  |
| 5 | Республіка Тува      | вибори глави                  | Шолбан Кара-оол 18 травня 2007 року — 7 квітня 2021 (дострокова відставка, термін закінчувався у вересні 2021 року)                          | Владислав Ховалиг з 7 квітня 2021                                               | 199 161               |      |         |                  |                                  |
| 6 | Ульяновська область  | вибори губернатора            | С. І. Морозов 6 січня 2005 — 8 квітня 2021 (дострокова відставка, термін закінчувався в жовтні 2021 роки)                                    | Олексій Руських з 8 квітня 2021 з 8 квітня 2021}}                               | 973 846               |      |         |                  |                                  |
| 7 | Тульська область     | вибори губернатора            | Олексій Дюмін 2 лютого 2016 — 22 вересня 2021                                                                                                | -                                                                               | 1 160 563             |      |         |                  |                                  |
| 8 | Тверська область     | вибори губернатора            | І. М. Рудень 2 березня 2016 — 23 вересня 2021                                                                                                | -                                                                               | 1 033 640             |      |         |                  |                                  |
| 9 | Чеченська Республіка | вибори глави                  | Рамзан Кадиров 15 лютого 2007 — 5 жовтня 2021                                                                                                | -                                                                               | 754 031               |      |         |                  |                                  |

### Голосування в парламенті
| № | Суб'єкт федерації                   | Посада                                | Попередній глава                                                                                             | Тво глави                      | Кандидати | Дата голосування | Результат |
| - | ----------------------------------- | ------------------------------------- | --- | ------------------------------ | --------- | ---------------- | --------- |
| 1 | Республіка Дагестан                 | Глава Республіки Дагестан             | В. А. Васильєв 3 жовтня 2017 — 5 жовтня 2020 (дострокова відставка, термін закінчувався у вересні 2023 року) | Сергій Меліков з 5 жовтня 2020 |           |                  |           |
| 2 | Республіка Північна Осетія — Аланія | Глава Республіки Північна Осетія      | В. З. Бітаров 19 лютого 2016 — 9 квітня 2021 (дострокова відставка, термін закінчувався у вересні 2021 роки) | Сергій Меняйло з 9 квітня 2021 |           |                  |           |
| 3 | Карачаєво-Черкеська Республіка      | Глава Карачаєво-Черкеської Республіки | Р. Б. Темрезов 26 лютого 2011 — 18 вересень 2021                                                             | -                              |           |                  |           |

## Парламенти суб'єктів федерації
| №  | Суб'єкт федерації             | Назва парламенту                              | Депу- татів   | Виборча система                | Вибори                                                             |
| -- | ----------------------------- | --------------------------------------------- | ------------- | ------------------------------ | ------------------------------------------------------------------ |
| 1  | Республіка Адигея             | Державна рада-Хасе Республіки Адигея          | 50            | змішана (25 проп. + 25 маж.)   | Вибори в Державна рада-Хасе Республіки Адигея (2021)               |
| 2  | Республіка Дагестан           | Народне зібрання Республіки Дагестан          | 90            | пропорційна                    | Вибори до Народного зібрання Республіки Дагестан (2021)            |
| 3  | Республіка Інгушетія          | Народне зібрання Республіки Інгушетія         | 32            | пропорційна                    | Вибори до Народного зібрання Республіки Інгушетія (2021)           |
| 4  | Республіка Карелія            | Законодавче зібрання Республіки Карелія       | 36            | змішана (18 проп. + 18 маж.)   | Вибори в Законодавче зібрання Республіки Карелія (2021)            |
| 5  | Республіка Мордовія           | Державні збори Республіки Мордовія            | 48            | змішана (24 проп. + 24 маж.)   | Вибори до Державних Зборів Республіки Мордовія (2021)              |
| 6  | Чеченська Республіка          | Парламент Чеченської Республіки               | 41            | пропорційна                    | Вибори в Парламент Чеченской Республіки (2021)                     |
| 7  | Чуваська Республіка — Чувашія | Державна рада Чуваської Республіки            | 44            | змішана (22 проп. + 22 маж.)   | Вибори до Державної ради Чуваської Республіки (2021)               |
| 8  | Алтайський край               | Алтайське краєве Законодавче зібрання         | 68            | змішана (34 проп. + 34 маж.)   | Вибори до Алтайського крайового Законодавчого зібрання (2021)      |
| 9  | Камчатський край              | Законодавче зібрання Камчатського краю        | 28            | змішана (14 проп. + 14 маж.)   | Вибори до Законодавчого зібрання Камчатського краю (2021)          |
| 10 | Красноярський край            | Законодавче зібрання Красноярського краю      | 52            | змішана (26 проп. + 26 маж.)   | Вибори до Законодавчого зібрання Красноярського краю (2021)        |
| 11 | Пермський край                | Законодавче зібрання Пермського краю          | 60            | змішана (30 проп. + 30 маж.)   | Вибори до Законодавчого зібрання Пермського краю (2021)            |
| 12 | Приморський край              | Законодавче зібрання Приморського краю        | 40            | змішана (10 проп. + 30 маж.)   | Вибори до Законодавчого зібрання Приморського краю (2021)          |
| 13 | Ставропольський край          | Дума Ставропольського краю                    | 50            | змішана (25 проп. + 25 маж.)   | Вибори до Думи Ставропольського краю (2021)                        |
| 14 | Амурська область              | Законодавче зібрання Амурської області        | 27            | змішана (9 проп. + 18 маж.)    | Вибори в Законодавче зібрання Амурської області (2021)             |
| 15 | Астраханська область          | Дума Астраханской області                     | ▼44 (било 58) | змішана (▼22 проп. + ▼22 маж.) | Вибори в Думу Астраханської області (2021)                         |
| 16 | Вологодська область           | Законодавче зібрання Вологодської області     | 34            | змішана (17 проп. + 17 маж.)   | Вибори в Законодавче зібрання Вологодської області (2021)          |
| 17 | Калінінградська область       | Калінінградська обласна дума                  | 40            | змішана (20 проп. + 20 маж.)   | Вибори в Калінінградську обласну думу (2021)                       |
| 18 | Кіровська область             | Законодавче зібрання Кіровської області       | 40            | змішана (13 проп. + 27 маж.)   | Вибори в Законодавче зібрання Кіровської області (2021)            |
| 19 | Курська область               | Курська обласна дума                          | 45            | змішана (22 проп. + 23 маж.)   | Вибори в Курську обласну думу (2021)                               |
| 20 | Ленінградська область         | Законодавче зібрання Ленінградської області   | 50            | змішана (25 проп. + 25 маж.)   | Вибори в Законодавче зібрання Ленінградської області (2021)        |
| 21 | Липецька область              | Липецька обласна рада депутатів               | 42            | змішана (14 проп. + 28 маж.)   | Вибори в Липецьку обласну раду депутатів (2021)                    |
| 22 | Московська область            | Московская обласна дума                       | 50            | змішана (25 проп. + 25 маж.)   | Вибори в Московську обласну думу (2021)                            |
| 23 | Мурманська область            | Мурманська обласна дума                       | 32            | змішана (10 проп. + 22 маж.)   | Вибори в Мурманську обласну думу (2021)                            |
| 24 | Нижньогородська область       | Законодавче зібрання Нижньогородської області | 50            | змішана (25 проп. + 25 маж.)   | Вибори в Законодавче зібрання Нижньогородської області (2021)      |
| 25 | Новгородська область          | Новгородська обласна дума                     | 32            | змішана (12 проп. + 20 маж.)   | Вибори в Новгородську обласну думу (2021)                          |
| 26 | Омська область                | Законодавче зібрання Омської області          | 44            | змішана (22 проп. + 22 маж.)   | Вибори в Законодавче зібрання Омської області (2021)               |
| 27 | Оренбурзька область           | Законодавче зібрання Оренбурзької області     | 47            | змішана (24 проп. + 23 маж.)   | Вибори в Законодавче зібрання Оренбургской області (2021)          |
| 28 | Орловська область             | Орловский обласна Рада народних депутатів     | 50            | змішана (25 проп. + 25 маж.)   | Вибори в Орловську обласну Раду народних депутатів (2021)          |
| 29 | Псковська область             | Псковське обласне зібрання депутатів          | 26            | змішана (13 проп. + 13 маж.)   | Вибори в Псковське обласне зібрання депутатів (2021)               |
| 30 | Самарська область             | Самарська Губернська дума                     | 50            | змішана (25 проп. + 25 маж.)   | Вибори в Самарську губернську думу (2021)                          |
| 31 | Свердловська область          | Законодавче зібрання Свердловської області    | 50            | змішана (25 проп. + 25 маж.)   | Вибори в Законодавче зібрання Свердловської області (2021)         |
| 32 | Тамбовська область            | Тамбовська обласна дума                       | 50            | змішана (25 проп. + 25 маж.)   | Вибори в Тамбовську обласну думу (2021)                            |
| 33 | Тверська область              | Законодавче зібрання Тверської області        | 40            | змішана (20 проп. + 20 маж.)   | Вибори в Законодавче зібрання Тверської області (2021)             |
| 34 | Томська область               | Законодавча дума Томської області             | 42            | змішана (21 проп. + 21 маж.)   | Вибори в Законодавчу думу Томської області (2021)                  |
| 35 | Тюменська область             | Тюменська обласна дума                        | 48            | змішана (24 проп. + 24 маж.)   | Вибори в Тюменську обласну думу (2021)                             |
| 36 | Санкт-Петербург               | Законодавчі збори Санкт-Петербурга            | 50            | змішана (25 проп. + 25 маж.)   | Вибори в Законодавче зібрання Санкт-Петербурга (2021)              |
| 37 | Єврейська АО                  | Законодавче зібрання Єврейської АО            | 19            | змішана (10 проп. + 9 маж.)    | Вибори в Законодавче зібрання Єврейської автономної області (2021) |
| 38 | Ханти-Мансійський АО — Югра   | Дума Ханти-Мансійського АО — Югри             | 38            | змішана (19 проп. + 19 маж.)   | Вибори в Думу Ханти-Мансійського автономного округу — Югри (2021)  |
| 39 | Чукотський АО                 | Дума Чукотського АО                           | 15            | змішана (9 проп. + 6 маж.)     | Вибори в Думу Чукотського автономного округу (2021)                |

#### Додаткові вибори до парламентів суб'єктів федерації
| №  | Суб'єкт федерації     | Назва парламенту                         | Рік закінчення повноважень | Виборчий округ           | Територія округу                                                                   |
| -- | --------------------- | ---------------------------------------- | -------------------------- | ------------------------ | ---------------------------------------------------------------------------------- |
| 1  | Республіка Алтай      | Державні збори — ел Курултай             | 2024                       | № 25                     | частина Усть-Коксинського району                                                   |
| 2  | Башкортостан          | Державні збори — Курултай                | 2023                       | № 29 Буйський            | Бураєвський, Янаульський райони                                                    |
| 2  | Башкортостан          | Державні збори — Курултай                | 2023                       | № 43 Краснохолмський     | ГО Агідель, Калтасинський район, частини Дюртюлинського та Краснокамського районів |
| 2  | Башкортостан          | Державні збори — Курултай                | 2023                       | № 55 Буйский             | Бураєвський, Янаульський райони                                                    |
| 3  | Бурятія               | Народний хурал                           | 2023                       | № 15                     | частина Октябрьського району МО Улан-Уде                                           |
| 4  | Марій Ел              | Державні збори                           | 2024                       | № 2 Центральний          | частина МО Йошкар-Оли                                                              |
| 4  | Марій Ел              | Державні збори                           | 2024                       | № 35 Оршанський          | Оршанський район                                                                   |
| 5  | Якутія                | Державні збори (Іл Тумен)                | 2023                       | № 3 Університетський     | частинина МО Якутська                                                              |
| 5  | Якутія                | Державні збори (Іл Тумен)                | 2023                       | № 34 Колимо-Індигірський | Верхнеколимський, Момський, Оймяконський, Среднеколимський улуси                   |
| 6  | Татарстан             | Державна рада                            | 2023                       | № 15 Азинський           | частина Советського району Казані                                                  |
| 6  | Татарстан             | Державна рада                            | 2023                       | № 24 Студентсьский       | частина Нижньокамського району                                                     |
| 7  | Забайкальський край   | Законодавче зібрання                     | 2023                       | № 1 Октябрьський         | частина МО Чити                                                                    |
| 8  | Хабаровський край     | Законодавче зібрання                     | 2024                       | № 6 Транспортний         | частина Залізничного району МО Хабаровська                                         |
| 9  | Архангельська область | Архангельське обласне зібрання депутатів | 2023                       | № 3                      | частини територіальних округів Майська Горка та Варавіно-Факторія МО Архангельська |
| 9  | Архангельська область | Архангельське обласне зібрання депутатів | 2023                       | № 13                     | Новодвинськ, частина Приморського району                                           |
| 10 | Брянська область      | Брянська обласна дума                    | 2024                       | № 16 Жуковський          | Жуковський район, частина Брянського району                                        |
| 10 | Брянська область      | Брянська обласна дума                    | 2024                       | № 26 Климовський         | Злинковський та Климовський райони                                                 |
| 11 | Іркутська область     | Законодавче зібрання                     | 2023                       | № 2                      | частина Октябрьського округу МО Іркутська                                          |
| 11 | Іркутська область     | Законодавче зібрання                     | 2023                       | № 3                      | частина Ленінського округу МО Іркутська                                            |
| 12 | Калузька область      | Законодавче зібрання                     | 2025                       | № 16 Транспортний        | частина МО Обнінська                                                               |
| 13 | Кемеровська область   | Законодавче зібрання                     | 2023                       | № 22 Мисковський         | Мисковський та Осинніковський ГО, частина Новокузнецького району                   |
| 14 | Костромська область   | Костромська обласна дума                 | 2025                       | № 11                     | частина МО Костроми                                                                |
| 15 | Ростовська область    | Законодавче зібрання                     | 2023                       | № 20 Азовський           | ГО Азов, частина Азовського району                                                 |
| 16 | Челябінська область   | Законодавче зібрання                     | 2025                       | № 13 Курчатовський       | частина Курчатовського району МО Челябінська                                       |
| 17 | Ярославська область   | Ярославська обласна дума                 | 2023                       | № 18                     | частинина Ростовського району                                                      |
| 18 | Москва                | Московська міська дума                   | 2024                       | № 19                     | район Новогіреєво, частини районів Вешняки та Івановське                           |
| 18 | Москва                | Московська міська дума                   | 2024                       | № 37                     | Академічний, Гагарінський, Ломоносовський, частково Проспект Вернадського          |
| 19 | Севастополь           | Законодавчі збори міста Севастополя      | 2024                       | № 6                      | частина Ленінського району                                                         |

## Вибори в адміністративних центрах суб'єктів РФ

### Представницькі органи адміністративних центрів
| №  | Суб'єкт федерації                         | Адмін. центр   | Назва виборного органу                                | Депу- татів | Виборча система              | Термін повноважень | Вибори                                                                 |
| -- | ----------------------------------------- | -------------- | ----------------------------------------------------- | ----------- | ---------------------------- | ------------------ | ---------------------------------------------------------------------- |
| 1  | Республіка Башкортостан                   | Уфа            | Рада міського округу місто Уфа                        | 36          | змішана (18 проп. + 18 маж.) | 5 років            | Вибори до Ради міського округу міста Уфа (2021)                        |
| 2  | Кабардино-Балкарська Республіка           | Нальчик        | Рада місцевого самоврядування міського округу Нальчик | 33          | пропорційна                  | 5 років            | Вибори до Ради місцевого самоврядування міського округу Нальчик (2021) |
| 3  | Республіка Карелія                        | Петрозаводск   | Петрозаводська міська рада                            | 28          | змішана (14 проп. + 14 маж.) | 5 років            | Вибори до Петрозаводської міської ради (2021)                          |
| 4  | Республіка Мордовия                       | Саранськ       | Рада депутатів міського округу Саранська              | 28          | змішана (14 проп. + 14 маж.) | 5 років            | Вибори до Ради депутатів міського округу Саранськ (2021)               |
| 5  | Чеченская Республіка                      | Грозний        | Грозненська міська дума                               | 27          | пропорційна                  | 5 років            | Вибори до Грозненської міської думи (2021)                             |
| 6  | Пермський край                            | Перм           | Пермська міська дума                                  | 36          | змішана (14 проп. + 22 маж.) | 5 років            | Вибори до Пермської міській думі (2021)                                |
| 7  | Ставропольський край                      | Ставрополь     | Ставропольська міська дума                            | 30          | змішана (10 проп. + 20 маж.) | 5 років            | Вибори до Ставропольської міської думи (2021)                          |
| 8  | Калінінградська область                   | Калінінград    | міська рада депутатів Калінінграда                    | 28          | мажоритарна                  | 5 років            | Вибори до міської ради депутатів Калінінграда (2021)                   |
| 9  | Кемеровська область — Кузбас              | Кемерово       | Кемеровська міська рада народних депутатів            | 36          | змішана (18 проп. + 18 маж.) | 5 років            | Вибори до Кемеровської міської ради народних депутатів (2021)          |
| 10 | Саратовська область                       | Саратов        | Саратовська міська дума                               | 35          | мажоритарна                  | 5 років            | Вибори до Саратовської міської думи (2021)                             |
| 11 | Ханти-Мансійський автономний округ — Югра | Ханти-Мансийск | Дума міста Ханти-Мансійська                           | 20          | змішана (13 проп. + 12 маж.) | 5 років            | Вибори до Думи міста Ханти-Мансійська (2021)                           |

## Місцеві вибори
- Вибори ради депутатів в районі Щукино (Москва);
- Вибори Новокузнецької міської ради;
- Вибори Каменськ-Уральської міськради;
- Вибори глави міста Рибінськ;
- Вибори Ради Федеральної території Сіріус.